# Arboga
Arboga er en by som ligger ved Arbogaån i landskabet Västmanland i Västmanlands län i Sverige. Den er administrationsby i Arboga kommune, og i 2010 havde byen 10.330 indbyggere.
Arboga fik bystatus i 13. århundrede.

## Trafik
I Arboga mødes vejene Europavej E18 fra nordøst og Europavej E20, der kommer fra øst, og de fortsætter sammen mod Örebro mod vest. Jernbanelinjen Svealandsbanan har sin endestation i Arboga og Mälarbanan går gennem byen.
Fem kilometer øst for centrum ligger den lille Arboga flygplads.